# Spejderhytte
En spejderhytte er en hytte eller hus til brug for spejderaktiviteter. Hver spejdergruppe har deres ugentlige møder i deres spejderhytte. Bymæssige forhold kan gøre, at spejderne mødes i lokaler på skoler, i forbindelse med kirker eller blot i boligmassen. I sådanne tilfælde benævnes lokalerne logisk nok anderledes.
En del spejdergrupper (specielt fra storbyerne) har derudover en mindre hytte i landlige omgivelser til weekendture, enten som egen ejendom eller i fælleseje med andre spejdergrupper.